# Samir Addahre
Samir Addahre est né le 7 septembre 1963 à Casablanca, est un diplomate marocain.

## Formation
Il a obtenu son baccalauréat en sciences économiques à Bordeaux en 1982, le diplôme des études universitaires générales de l’université de Bordeaux en 1984, et un diplôme de l’École nationale de l’Administration (option diplomatique) en 1988.
Il est lauréat du diplôme des études supérieures approfondies de l’université de Montpellier.

## Parcours
Il est, entre 1989 et 1990, secrétaire des affaires étrangères au sein de la direction des organisations internationales, secrétaire des affaires étrangères (1990-1991) et premier secrétaire à l'ambassade du Maroc à Bruxelles de 1991 à 1996, chargé des relations économiques Maroc-CEE. Il a aussi participé aux conversations exploratoires et aux négociations de l'accord d'association Maroc-UE.
Entre 1999 et 2003, il est chargé des études au cabinet du ministre des Affaires étrangères et de la Coopération.
De 2003 à 2008, il est consul général du Maroc à Bordeaux.
Entre le 6 novembre 2008 et 2016, il est ambassadeur auprès du Maroc auprès de la Belgique et du grand-duché de Luxembourg.
Du 14 octobre 2016 jusqu'en 2019, il est ambassadeur du Maroc en Grèce et en république de Chypre,.
Depuis juin 2019, il est le représentant permanent du Maroc à l’UNESCO,,,.
Le 19 juillet 2019, il remet ses lettres de créance à Mme Audrey Azoulay.
Il est marié à Samira Sitaïl nommée ambassadeur du Maroc en France.

## Distinctions
Le 15 septembre 2016, Samir Addahre est décoré de la grand-croix de l’ordre de la Couronne du royaume de Belgique par le vice-Premier ministre, ministre des Affaires étrangères, Didier Reynders,,.
Par ailleurs, il a reçu la médaille d'or du Mérite et de Dévouement de la République française, ainsi que le citoyen d’honneur de la ville de Bordeaux et de la ville de Bruxelles.